# Obraz Matki Bożej Pocieszenia (Nowy Sącz)

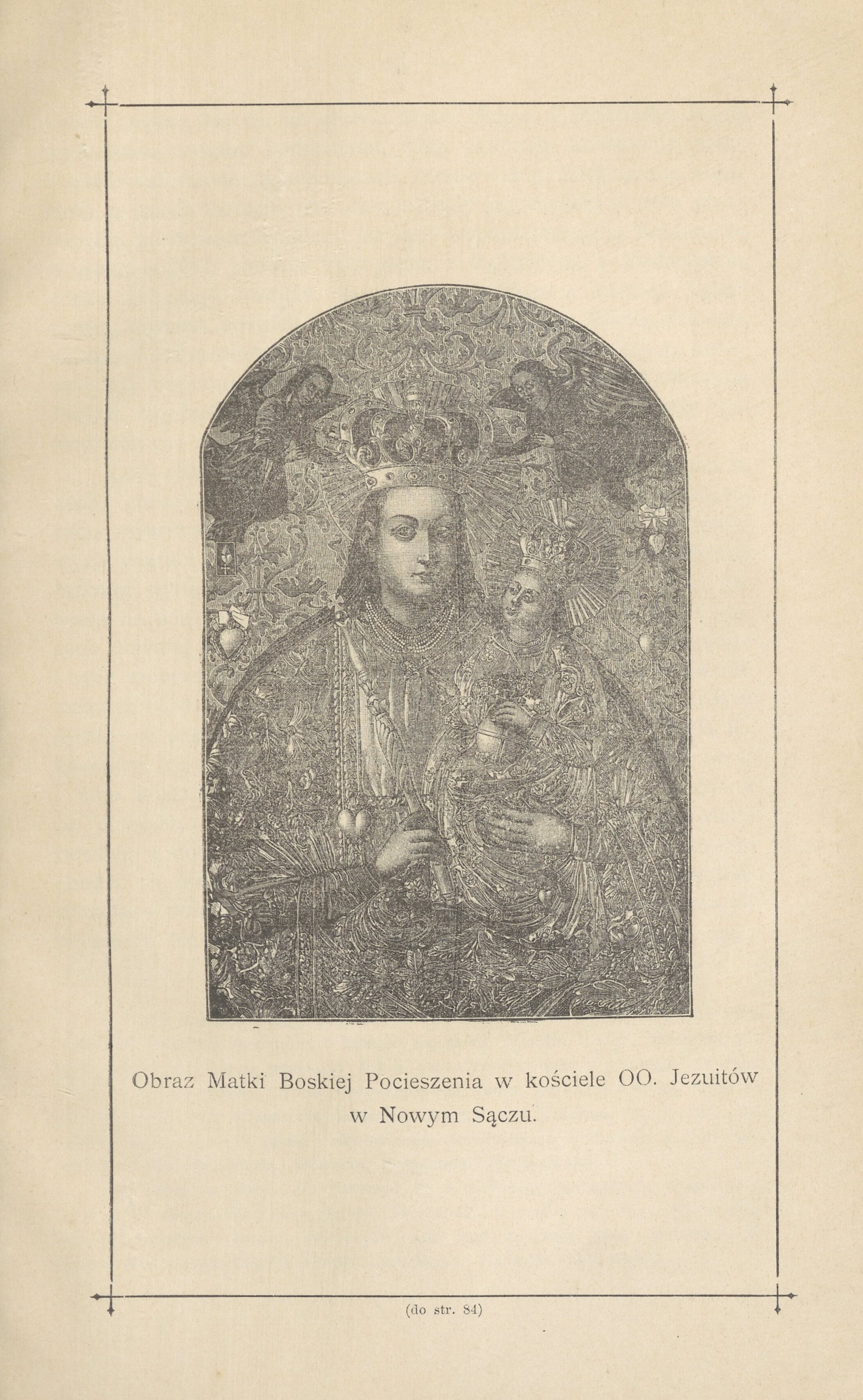
Matka Boża Pocieszenia z Nowego Sącza

 Obraz Matki Bożej Pocieszenia – obraz znajdujący się w kościele pod wezwaniem św. Ducha w Nowym Sączu.

## Historia obrazu
Fundatorką Obrazu i ofiarodawczynią w 1569 jest panna Zofia Jordan z Zakliczyna, córka Spytka Wawrzyńca, później żona Samuela Zborowskiego. W 1784 z władze austriackie usunęły z kościoła księży norbertanów i zagarnęły wota składane przez wiernych. W 1832 kościół objęty został przez księży jezuitów, którzy wybudowali nowy ołtarz i umieścili w nim obraz. W tym czasie wielkie zasługi dla ożywienia kultu położył ks. Karol Antoniewicz. Trzydziesta rocznica koronacji obrazu świętowana była przez 6 dni, od 22 do 26 września 1993. 

## Opis obrazu
Obraz namalowany jest na lipowej desce temperą na podkładzie kredowym przez nieznanego malarza. Powstał prawdopodobnie w 2 połowie XVI wieku i pochodzi ze szkoły krakowskiej. Obraz ma wymiary 129 x 200 cm i przedstawia Maryję siedzącą w pozycji tronowej. Jej twarz jest lekko zwrócona w lewą stronę i poważnie patrzy na pielgrzymów. Na plecy i ramiona spływają długie rozpuszczone brunatne włosy zakrywające lewe ucho. Ubrana jest w czerwoną suknię z długimi, wąskimi rękawami i przepasana jest wąskim paskiem jasnego koloru poniżej piersi. Na wierzchu jest szafirowy płaszcz z zieloną podszewką i szerokim złocistym oblamowaniem. Płaszcz jest rozpięty, a jedynie pod szyją spięty jest klamrą ze wzorem i kolorem takim samym jak oblamowanie. Maryja w lewej ręce trzyma Jezusa, a w prawej ma berło. Dziecię Jezus ubrane jest w białą sukienkę w ozdobioną kwiatami, w lewej ręce trzyma kulę ziemską z krzyżykiem, a prawą ręką błogosławi. Postać Jezusa przedstawiona jest jak dorosły człowiek w miniaturze, a nie jak małe dziecko.
Maryja ma głowie koronę, którą podtrzymują aniołowie. W prawym dolnym rogu widoczny jest herb rodu Jordanów – trzy trąby oraz litery ZJDZ. Według prof. Adama Bochnaka litery te wskazują na ofiarodawczynię Zofię Jordan z Zakliczyna.
Obraz na noc jest zasłaniany. Na zasłonie umieszczony jest obraz ze sceną Zesłania Ducha Świętego, który został wykonany na zamówienie w Rzymie u Ulissesa Passaniego.

## Koronacja obrazu
Papież Jan XXIII bullą z 19 grudnia 1962 udzielił zgody na koronację nowosądeckiego obrazu. Uroczystość koronacji odbyła się 11 sierpnia 1963 pod przewodnictwem ks. kard. Stefana Wyszyńskiego przy udziale biskupa krakowskiego Karola Wojtyły, wielu biskupów ok. 700 księży, i ok. 1000 zakonnic i według niektórych szacunków 200–300 tysięcy wiernych.
Corocznie na pamiątkę koronacji obchodzony jest odpust trwający 4 dni, od środy do 4. niedzieli sierpnia.

## Kult obrazu
W kronikach miejskich zachowała się informacja z 1489, że Katarzyna Kusmina ofiarowała grzywnę na obraz Matki Bożej Pocieszenia. Na pewno nie był to obraz, który znajduje się w kościele Świętego Ducha. W 1633 powstało Bractwo Paska Matki Bożej Pocieszenia. Kronik klasztorne zachowały zapisy łask doznanych od pożarów w latach: 1636, 1712, 1753, 1769. Od 1890 prowadzona jest księga zawierająca opisy nadzwyczajnych zdarzeń, poświadczonych przez pielgrzymów i mieszkańców miasta, np: uzdrowienia, ocalenia w czasie zarazy, odzyskanie utraconej mowy, ocalenie życia konającego dziecka. 